# Прю Галлівелл
Пруденс (Прю) Галлівел (англ. Prudence 'Prue' Halliwell) — одна з ключових персонажок серіалу «Усі жінки відьми», старша сестра з Чародійок. Впродовж трьох перших сезонів її грала Шеннен Догерті. До кінця третього сезону відносини Шеннен Догерті з партнерами по серіалу ускладнилися, вона покинула серіал, і персонажка Прю була убита, а місце третьої Чародійки зайняла Пейдж Метьюс, зведена сестра Чародійок по матері.

## Життя до подій серіалу
Прю Галлівел народилася 28 жовтня 1970 року першою дитиною в сім'ї Патріції Галлівел і Віктора Беннета. У 17 серії першого сезону було показано, що вона з народження володіла телекінезом, проте потім її сили були «зв'язані» її бабусею, Пенелопою Галлівел, щоб забезпечити їй і її сестрам спокійне дитинство без магії і демонів. Поступово Прю забула, що колись володіла силою, і почала вести життя звичайної дитини. Вона була досить популярна в школі, що не заважало їй відмінно вчитися. У юності Прю захоплювалася фотографіями, проте смерть її матері змусила Прю відмовитися від мрії і задуматися про забезпечення своїх сестер. Прю почала серйозно займатися історією і незабаром приступила до роботи в музеї разом зі своїм нареченим Роджером. Прю з самого народження жила в будинку Галлівелів в Сан-Франциско, а після від'їзду молодшої сестри Фібі Галлівел продовжила там жити з середньою сестрою Пайпер Галлівел.

## Характер
За характером Прю ще в дитинстві була відповідальною, розумною, хоча і досить примхливою. На її характер сильно вплинула смерть матері — Патріції Галлівел. Як найстарша Прю узяла на себе турботу про сестер і придушила свої власні бажання. Також у неї з'явився страх води, після того як потонула її мати. Прю була кар'єристкою і мала прагнення до успіху. З початку серіалу і приходом в життя сестер магії, Прю, як і інші сестри, навчилася долати свої страхи і краще розуміти себе. В деяких епізодах було продемонстровано приховане прагнення Прю до свободи без відповідальності і до деякої розбещеності. При цьому Прю більше від сестер непідвладна злу і поганому впливу. Після епізоду другого сезону, коли сестри вирушають на десять років у майбутнє і Прю бачить себе безпринципною кар'єристкою і багатійкою без особистого життя, вона розуміє, що робота не має бути головною метою її життя. Тому вона набирається сміливості утілити в життя свою підліткову мрію стати фотографкою.

## Зовнішність
1. Волосся: на початку 1 сезону воно було дуже темно-коричневим, майже чорним. Однак на початку 2 сезону воно стало трохи світлішим (приблизно такий самий відтінок, який вона мала, коли була молодшою), але все одно помітно темнішим, ніж волосся Пайпер і Фібі. Приблизно наприкінці 2 сезону воно знову став темнішим, потім у 3 сезоні — помітно світлішим. Спочатку Прю мала коротке волосся, трохи довше, ніж у Фібі. Воно почав рости в середині 1 сезону, поки на початку 3 сезону не досягло майже ліктя.
2. Гардероб: її стиль одягу змінюється від професійного до більш повсякденного протягом її трьох сезонів. Починаючи з 2 сезону, Прю віддала перевагу більш відкритому одягу, часто надягаючи короткі топи та блузки з низьким вирізом.

## Кар'єра
Прю закінчила університет Голд Стейт з відзнакою та довела, що вона є експерткою не лише у магічному світі, але й у світі звичайних людей. Вона показала себе як вмілу жінку, яка вміє досягати мети та вирізнятися майстерністю в багатьох сферах. Зокрема, пізніше вона продемонструвала експертні бойові мистецтва, що перевищували навіть навички її сестри Фібі, що може свідчити про те, що Прю, ймовірно, вивчала бойові мистецтва ще в шкільні роки, ставши таким чином дуже ефективною бійчинею.
1. Музей природної історії США: Прю працювала в Музеї природної історії в Сан-Франциско з часів навчання в коледжі. Саме там вона познайомилася з Роджером, своїм босом, який згодом став її нареченим. Однак після того, як Прю дізналася, що Роджер намагається звабити Фібі і не є тим чоловіком, за якого вона його приймала, вона звільнилася, а також ненавмисно використала свої нові здібності на Роджера, коли той її провокував. Також було зазначено, що він, ймовірно, намагався завадити їй знайти нову роботу.
2. Аукціонний дім Бакленда: Через тиждень після звільнення з музею, Прю отримала дзвінок з Аукціонного дому Бакленда щодо вакансії експертки з античних артефактів. Прю зазначила, що її спеціалізація охоплює періоди від династії Мінг до картки дебютного бейсболіста Марка Макґвайра. Саме в аукціонному домі вона вперше відкрила для себе свої сили астральної проєкції. Втім, вона вирішила залишити цю роботу після того, як новий, нечесний бос зайняв посаду, і Прю не погодилася з його методами роботи, що також призвело до завершення її стосунків з Джеком Шеріданом.
3. Журнал 415: Ще в дитинстві Прю мріяла стати професійною фотожурналісткою, натхненною чоловіком на ім’я Фінлі Бек. Через півтора року роботи в аукціонному домі вона звільнилася та використала вільний час, щоб зрозуміти, чого вона насправді хоче. Незабаром вона здійснила свою дитячу мрію, коли її найняли до журналу 415, де вона швидко стала однією з провідних фотографів до своєї смерті.

## Магічні сили і відношення до магії
Прю була найбільшою реалісткою з сестер, тому вона спочатку не могла повірити в те, що магія існує і вона сама — відьма. У першій серії серіалу вона навіть звинувачує Фібі, свою молодшу сестру, в тому, що та перетворила їх на відьом. Проте потім Прю бере на себе турботу про сестер і в магічних аспектах та стає супервідьмою.
Із самого початку Прю могла спонтанно пересувати предмети в просторі. Головним чинником її сили був гнів, який і «запускав» телекінез. Потім Прю почала свідомо пересувати предмети очима. Згодом її сила перейшла в руки, що стало набагато зручнішим, проте в серіалі не було сказано, чи залишилася у Прю здатною пересувати предмети очима. У епізоді майбутнього було показано, що сила телекінезу Прю еволюціонувала б у вибухову хвилю. Також коли Прю була потрібна в двох місцях, вона несподівано скористалася астральною проєкцією, тобто перемістила своє астральне тіло. Коли Прю використовує астральну проєкцію, її тіло ніби спить, що робить її уразливою.

## Смерть Прю
Прю та Пайпер намагалися знищити демона Шакса (найманого вбивцю Джерела) на вулиці, де вело свій репортаж телебачення. Репортери побачили магію, тим самим розсекретивши сестер Галлівел. Будинок сестер осаджує натовп; одна з тих, хто тримав будинки в облозі, поцілила в Пайпер. Фібі та Коул йдуть на угоду з Темпусом через Джерело, щоб обернути час назад. Час повертається, Шакс вдаряє по Прю, Пайпер і доктору Гріфітсу (невинному). Лео встиг зцілити тільки Пайпер.
Згідно з некрологом, Прю загинула в четвер, 17 травня 2001 року.

## Життя після смерті
Вперше після смерті Прю показують в серії 5х18, коли Пейдж і Фібі подорожують у минулому, однак Прю показують тільки зі спини (за контрактом, обличчя Шеннен Догерті більше показувати не могли). Пайпер кілька разів намагалася викликати старшу сестру, але зі слів Гремс, Прю повинна була звикнути до загробного життя, а сестри -до того, що Прю все-таки мертва. Однак навіть після кількох років, Пайпер і Фібі не змогли змиритися з загибеллю старшої сестри. Саме це мало не погубило Пайпер, Фібі і Пейдж. Згадуючи ім'я Прю перед Чародійками, демони тим самим послаблювали «щит» відьом. Пайпер часто ставила долю Пруденс в приклад іншим, включаючи Лео.
Передбачається, що не тільки Гремс, гортала сторінки Книги Темряви, допомагаючи Чародійкам, але і Прю-після смерті.
В серії 7х22 сестри проектують себе в Школу магії, щоб Занку не знищив їх. Лео пояснив сестрам, що Прю колись навчила його астральному переміщенню. Коли Пайпер отямлюється вона говорить: «Спасибі, Прю». В кінці цього ж епізоду, невідома сила з дзвоном, який виходив від сили Прю, закриває двері будинку Галлівел (мається на увазі, що це Прю закриває двері).
Була показана на фотографії в 11 випуску коміксу про Чародійок.
За сюжетом коміксів-в 2008 році, через 7 років після її смерті, Петті і Гремс розповіли сестрам, що Прю переродилася через те, що її місію була виконано, коли вона загинула. Вона уклала згоду з колишніми Старійшинами і була заново народжена в іншому тілі. Проте, виявилося, що Петті і Гремс збрехали сестрам, насправді Прю зникла, і знайти її доводиться Коулу.
Коли Коул все ж таки знайшов Прю у них з'явилася симпатія один до одного. Таким чином, між ними зав'язався роман. Відомо, що від цих відносин з'явилася дитина, дівчинку назвали Пейтон. Подібно до Патті і Сему, Прю і Коул віддали новонароджену дочку на виховання черниці до церкви. Пізніше її удочерило подружжя, які не могли мати своїх дітей. У міру дорослішання Пейтон, Прю та Коул часто відвідували її. Дівчинка вважала, що до неї приходять друзі, а прийомні батьки думали, що це вигадки бурхливої фантазії дитини.
Пейтон успадкувала магічний дар як від батька, так і від матері. Вона могла рухати предмети та переміщатися. Через час зуміла опанувати магічні кулі. Це була перша спадкоємиця Зачарованих, яка мала силу демона.
У віці 28 років Пейтон вбиває демон Шекс, який убив Прю. Після смерті Пейтон стає посланицею Прю, коли та вже була Хранителем Рівноваги.

## Повернення (в коміксах)
У пошуках Прю Коул знаходить жінку на ім'я Пейшенс, яка, як виявилося, і є Прю. Прю розповідає йому, що вона ніколи не могла по-справжньому перейти в загробне життя через пророцтво Чародійок, яке як і раніше пов'язувало її з сестрами. Завдяки Янголу Долі вона возз'єдналася зі своєю сім'єю і Енді на Небесах, але вона все ще перебувала між життям і смертю. Прю також розповіла, що це вона знайшла Пейдж і створила нову Силу Трьох, але оскільки пророцтво не було ознакою Пейдж, сестри вже не були такими сильними, як з Прю. Старша Галлівел покинула загробне життя і спробувала сховатися в Астральний план, але це не допомогло. Тоді вона повернулася на Землю, знайшла тіло відьми, що знаходиться в комі, і вселилася в нього. Після повернення на Землю Прю, її сили і сили сестер зросли. Але потім Прю розповіла, що якщо всі чотири сестри коли-небудь возз'єднаються, це може привести до катастрофічних наслідків. Незважаючи на те, що Прю намагалася не зближуватися з молодшими сестрами через острах наслідків, вона вирішує повернутися в Сан-Франциско після того, як зустрілася зі своєю зведеною сестрою Пейдж Метьюс в Салемському Будинку Відьом. Зрештою вона возз'єднується з Пайпер і Фібі, але оскільки після возз'єднання чотирьох сестер вся магія виходить з-під контролю, Прю відмовляється від своїх сил, щоб врятувати сім'ю.

## Знову Чародійка
Через підступні плани Мороконосця Реннека всі чарівні істоти, включаючи Чародійок, позбулися своїх сил, а всі смертні отримали магічні здібності. Отримавши назад свою магію, а потім і магію сестер, Прю стає наймогутнішою відьмою на Землі. Півроку вона намагається з'ясувати, як все це сталося і як повернути сестрам їх сили. Прю приходить до висновку, що якщо вона продовжить використовувати всі чари, якими володіє, вони повернуться до Чародійок.

## Хранителька Рівноваги
Під час битви з Реннеком Прю опановує Небесний Меч і Ґрімуар, уклавши їх в своє тіло, а потім знищує Реннека. Потім вона вимовляє заклинання для возз'єднання сфер священного простору і очищення пам'яті всіх людей за останні 6 місяців, зробивши так, щоб смертні не забули про магію повністю в разі, якщо про неї знову стане відомо світу.

## Особисте життя
Впродовж серіалу Прю найбільше не щастило на особистому фронті. Але якось Прю зустріла колишнього друга Енді, який став детективом в місцевому відділенні поліції. Між ними виникають спроби зав'язати романтичні стосунки, Прю боїться викриття себе та сестер. Коли Енді дізнається, що Прю та її сестри мають магічну силу, він допомагає їм і прикриває всі «дивні» поліцейські справи, в яких замішані сестри. Зрештою Енді вмирає від рук демона, намагаючись врятувати Чародійок.